# لیبییوویتسه
لیبییوویتسه (به چکی: Libějovice) یک منطقهٔ مسکونی در جمهوری چک است که در ناحیه ستراکونیتسه واقع شده‌است. لیبییوویتسه ۱۳٫۴ کیلومتر مربع مساحت و ۴۶۱ نفر جمعیت دارد و ۴۳۴ متر بالاتر از سطح دریا واقع شده‌است.